# Солвезі
Солвезі (англ. Solwezi) — місто в Замбії, адміністративний центр Північно-Західної провінції і однойменного округу.

## Географія
Центр міста розташовується на висоті 1366 м над рівнем моря.

### Клімат
Місто знаходиться у зоні, котра характеризується вологим субтропічним кліматом. Найтепліший місяць — жовтень із середньою температурою 22.6 °C (72.7 °F). Найхолодніший місяць — липень, із середньою температурою 15.5 °С (59.9 °F).
| Клімат Солвезі          | Клімат Солвезі | Клімат Солвезі | Клімат Солвезі | Клімат Солвезі | Клімат Солвезі | Клімат Солвезі | Клімат Солвезі | Клімат Солвезі | Клімат Солвезі | Клімат Солвезі | Клімат Солвезі | Клімат Солвезі | Клімат Солвезі |
| Показник                | Січ.           | Лют.           | Бер.           | Квіт.          | Трав.          | Черв.          | Лип.           | Серп.          | Вер.           | Жовт.          | Лист.          | Груд.          | Рік            |
| Середня температура, °C | 21,3           | 21,5           | 21,3           | 20,3           | 17,8           | 15,6           | 15,5           | 17,9           | 20,9           | 22,6           | 22             | 21,3           | 19,8           |
| Норма опадів, мм        | 273.5          | 236.7          | 230.9          | 72.4           | 4.9            | 0              | 0              | 0.8            | 3.6            | 46.1           | 163.1          | 265.8          | 1297.8         |
| Днів з опадами          | 23,9           | 20,9           | 18,9           | 7,9            | 1              | 0              | 0              | 0              | 1              | 5,9            | 16,9           | 23,9           | 120,3          |
| Вологість повітря, %    | 79.3           | 78.4           | 77.4           | 72.2           | 65.6           | 60.2           | 54.7           | 48.6           | 42.9           | 51.9           | 65.2           | 77.5           | 64.5           |
| ----------------------- | -------------- | -------------- | -------------- | -------------- | -------------- | -------------- | -------------- | -------------- | -------------- | -------------- | -------------- | -------------- | -------------- |
| Джерело: Weatherbase    |                |                |                |                |                |                |                |                |                |                |                |                |                |

## Транспорт
У місті є невеликий аеропорт.

## Демографія
Населення міста по роках:
| 1990 | 2000 | 2012 |
| ---- | ---- | ---- |
| 2788 | 4053 | 6665 |